# Magda Mamet
Pour les articles homonymes, voir Mamet.
Magda Mamet, née en 1916 à Rose Hill, morte fin janvier 2012 au même lieu, est une femme de lettres mauricienne.

## Parcours
Magda Mamet, issue d'une famille franco-mauricienne, est la fille d'Evenor Mamet, lui-même poète. Après des études à la Sorbonne, elle revient à Maurice et devient critique littéraire dans un journal de l'île, Le Cernéen. Elle commence dès lors à publier des recueils de poésie. Ses premiers poèmes sont publiés dans une revue littéraire mauricienne, L'Essor. Elle est une des premières femmes de lettres de l'île, même si elle a été précédée dès l'entre-deux-guerres, par une autre poétesse, Raymonde de Kervern.
Sa poésie se caractérise par des thématiques sociales, contre l'injustice et l'hypocrisie, par son attachement à la religion catholique et, sur la forme, par l'utilisation de vers libres.

## Distinctions
1958 : prix France-Île Maurice

## Principales publications

### Poésie
- L'effeuillement des jours, 1946.
- Les barques terrestres, 1953.
- Cratères, 1958.
- Nuit sans mémoire, 1973.

### Romans
- L'Enfant de possession, 1995.

### Nouvelles
- L'emmurée, 1999.